# Portwey
Le Portwey est un ancien remorqueur fluvial et côtier britannique de 1927. 

Il est désormais affrété par le Steam Tug Portwey Trust equi continue sa restauration et l'exploite. Il est basé au West India Dock (en) de Londres depuis 2000.

Ce bâtiment est inscrit au registre du National Historic Ships  depuis 1993 et il est aussi l'un des nombreux bateaux de la National Historic Fleet.

## Histoire
Portey est un petit remorqueur côtier et fluvial à vapeur lancé 10 août 1927 de l'ancien chantier Harland & Wolff de Govan pour l'entreprise Portland & Weymouth Coaling Co. à Weymouth. Il était aussi équipé de réservoirs d'eau, d'une capacité de 33 tonnes, pour apporter de l'eau douce (ainsi que d'autres fournitures) aux navires.  

En 1938, il a été vendu à G.H. Collins & Co. Ltd de Dartmouth.  
En 1942, il est passé sous le contrôle de l'US Army à Dartmouth, pour le remorquage des navires endommagés au port. 

Après la guerre, il est retourné à Weymouth (pour la Channel Coaling Co. jusqu'en août 1951, puis a été vendu à Falmouth Dock & Engineering Co. Ltd de Falmouth et  utilisé au service du remorquage dans le port de Falmouth pendant quatorze ans. En 1965, il a été utilisé pour un contrat à Holyhead' puis retiré du service.  
En 1967, il a été racheté par Richard Dobson pour but d'opérer sa préservation en continuant à l'utiliser sur la rivière Dart. Pendant quinze ans, un groupe de bénévoles l'a maintenu en fonction l'été tout en assurant la restauration. En 1982, il a été vendu au The Maritime Trust (en) qui avait précédemment aidé à sa restauration, et l'a transféré à Londres pour rejoindre la collection des navires historiques au Docks de St Katharine. Depuis juin 2000, il est affrété au Steam Tug Portwey Trust, qui poursuit le programme de rénovation et d'exploitation du navire.